# Omar Kingsley
Samuel Omar Kingsley, Olmer ou Olmar Kingsley (San Luis, 1840-Bombay, 3 de abril de 1879) fue un acróbata ecuestre estadounidense transformista que se presentaba como amazona bajo el nombre artístico de Miss Ella o Ella Zoyara.

## Trayectoria
Nació en 1840 en San Luis, Estados Unidos. Era de ascendencia criolla. Tras haberse presuntamente fugado de casa siendo un niño, Kingsley fue contratado por el director de un circo ambulante, Spencer Q. Stokes, de Filadelfia, alrededor de mediados de la década de 1850. 
Como aprendiz de Stokes, aprendió a ejecutar números circenses ecuestres. Aprovechando sus rasgos pueriles y su figura delicada, Stokes vistió a Kingsley con atuendos femeninos, lo que le permitió interpretar de manera convincente a una amazona bajo el seudónimo Miss Ella Zoyara. 
Kingsley viajó con Stokes a Europa, donde actuó como amazona acrobática en varias ciudades del continente con diferentes compañías ecuestres, como el circo Loisset. Durante su estancia en Italia, el rey de Cerdeña, Víctor Manuel II, le regaló un semental en reconocimiento a su extraordinario talento ecuestre.
En 1859, el número de Kingsley figuró en el programa del Great Show de Dan Rice en el panorama circense estadounidense. El 3 de marzo de 1860, apareció en el mismo espectáculo como Ella Zoyara.
Cuando James M. Nixon trajo el Royal Circus de Cooke desde Anfiteatro de Astley de Londres al Niblo's Garden de Nueva York, figuraba como artista estrella en el cartel el 11 de febrero de 1860. Allí, presentó por primera vez frente a un público estadounidense a la yegua pura sangre árabe Zaidee, entrenada en Berlín alrededor de 1856 que había recibido como regalo de un miembro de la corte prusiana. Como artista principal de la compañía de Nixon, se le ofreció un viaje en primera clase de ida y vuelta desde Inglaterra para él y dos sirvientes, atención médica completa, carruaje y caballos; y, como sueldo, 500 dólares semanales y una bonificación salarial cada dos semanas. Posteriormente, Nixon fusionó el circo de Cooke con la Old Grizzly Adams' California Menagerie de P. T. Barnum para hacer una gira por Nueva Inglaterra. Del 5 de marzo al 6 de abril de 1860, la compañía viajó a Boston con números ecuestres, entre los que se encontraba el suyo, anunciado como Ella Zoyara. 
En octubre de 1861, Kingsley, cuya identidad masculina había sido secreta de cara al público hasta el momento, causó un gran revuelo al desvelarse el secreto de su matrimonio con la también amazona Sallie Stickney, hija del artista de circo Samuel P. Stickey, con la que más tarde tuvo una hija, Dona. La pareja se divorció en 1869.
Kingsley solo abandonó su personaje femenino cuando se convirtió en copropietario del circo Wilson, donde presentó sus acrobacias ecuestres con su identidad masculina, en 1863. Unos años más tarde, en 1866, viajó a Sídney, Australia, como copropietario del Cooke's, Zoyara's & Wilson's Great World Circus. Además, acompañó el espectáculo itinerante de Wilson a la India.  
Murió de viruela el 3 de abril de 1879 en Bombay.